# Лурье, Давид Герцевич
Давид Герцевич (Григорьевич) Лурье (15 марта 1899, Нижний Новгород — 14 апреля 1939, Москва) — советский учёный, экономист-аграрник. Академик ВАСХНИЛ (1935).

## Биография
Окончил Нижегородскую гимназию (1917 — с золотой медалью), экономический факультет Коммунистического университета им. Я. М. Свердлова в Москве (6-месячный курс — в 1919) и Институт красной профессуры (1924).
В 1920—1921 преподаватель Нижегородской губсовпартшколы. В 1921—1924 преподаватель политэкономии и истории рабочего движения, с марта 1922 года — ректор Нижегородского педагогического института.
С 1925 руководитель кафедры экономической политики Коммунистического университета им. Я. М. Свердлова.
В 1931—1936 директор Аграрного института Коммунистической академии. В 1936—1938 ученый секретарь, заместитель директора Института экономики АН СССР.
Доктор экономических наук (1935 — без защиты диссертации), академик ВАСХНИЛ (1935).
Занимался вопросами аграрной политики СССР. Опубликовал более 50 научных работ, в том числе учебник для высших коммунистических сельскохозяйственных школ «Политика партии в деревне» (1934, Гос. изд. колхозной и совхозной литературы, 423 стр., в соавторстве с Я. П. Никулихиным).
Арестован 8 сентября 1938 года. Приговорен ВКВС СССР 13 апреля 1939 по обвинению в участии в контрреволюционной организации, подготовке терактов. Расстрелян и похоронен на «Коммунарке» (Московская область) 14 апреля 1939 года. Реабилитирован 8.02.1956.